# モートン・バートレット
モートン・バートレット (Morton Bartlett、1909年ボストン – 1992年) は、1936年から1963年にかけて、精巧な石膏人形の制作とその人形の撮影に注力していたアメリカ合衆国の写真家、グラフィックデザイナー。

## 生涯
モートン・バートレットは、イリノイ州シカゴで1909年1月20日に誕生し、8歳の時に両親を失った。彼はフィリップス・エクセター・アカデミーに入学し、その後1928年から1930年にかけて2年間ハーバード大学で教育を受けた。

## 作品
彼は15体の子供の人形を作った。その内の12体は思春期前から思春期までの年齢の少女の人形で、3体はバートレット自身に似た8歳くらいの少年の人形だった。これらの人形は手足や頭を取り外すことができ、様々な姿勢を取らせることができた。バートレットは裸や手製の服を着せた状態で、それらの人形の写真を撮影した。

## 大衆文化
バートレットの人形はジェイク・アンド・ディノス・チャップマンに影響を与えた。2008年には、人形の一つがオークションで11万ドルで落札された。